# 笠原克太郎
笠原 克太郎（かさはら こくたろう、1838年（天保9年11月） - 1898年（明治31年）11月7日）は、日本の政治家、衆議院議員（1期）。

## 経歴
越後国頸城郡潟町村(のち新潟県中頸城郡潟町村→大潟町、現・上越市)生まれ。農業を営み、郷長、第七大区長、新潟県会議員、第百三十九国立銀行取締役となる。
1898年3月の第5回衆議院議員総選挙において新潟8区から立憲自由党公認で立候補して当選した。衆議院議員を1期務め、同年8月の第6回衆議院議員総選挙で憲政党から立候補して落選した。落選から間もない11月に死去した。